# سوبر فلاش (مجلة)
مجلة سوبر فلاش هي مجلة مصرية تصدر في حلقات ملحقاً لمطبوعة فلاش. تصدر المجلة عن المؤسسة العربية الحديثة للطبع والنشر والتوزيع بالفجالة، وتصدر كمجلة مطبوعة منفصلة، وتعتمد على القصص الكرتونية، وتحوي صفحات الرَّد على رسائل القُرَّاء، وتنشر بعض مساهماتهم في الرسم.
عدد صفحات الكرتون 66 صفحةً من بين 82 صفحة بالألوان ذات قطع 20,5×28 سم، تضم فيها قصصاً كرتونيةً من رسوم الصفتي، وبعضها الآخر مرسوم من آخرين. ويكتب خالد الصفتي اسمه على ما يرسمه ويكتبه، وفي بعض الأحيان يذكر مصادر ما ينقل عنه. كما تنشر المجلة صفحات التلوين وصفحات «اصنع بنفسك» وتنشر فصولاً من كتب مشهورة مثل الحياة الاجتماعية في مصر القديمة المأخوذ من الكتاب الفرنسي للمؤلف بيير ميتونيه. وتعتمد الصفحات على المعلومات والعلوم، تنشر فيها صفحات التسالي والاختلافات، وتُخصص مساحاتٍ للقُرَّاء من القصص والرسوم، كما تنشر المجلة كلمات متقاطعة وتظليل المساحات، وتلوين بالأرقام، وتعليم رسم، ومسابقات وضحكات، وتأخذ المطبوعة رقم الإيداع وتنشر الحلول.
لا توجد إشارة إلى سعر المجلة على الغلاف ولا تعتمد على أي إعلان.

## الشخصيات
- المواطن المطحون
- سوبر علام
- شيحة
- كابتن عزميه
- فكار
- حزبيل
- نظير
- المفتش فولد بدر